# Evelina Haverfield
Evelina Haverfield, född Scarlett den 9 augusti 1867 i Kingussie, död den 21 mars 1920 i Bajina Bašta, var en brittisk kvinnosakskvinna och hjälparbetare.
Under tidiga 1900-talet ingick hon i Emmeline Pankhursts kvinnoorganisation Women's Social and Political Union.
Haverfield arbetade under första världskriget som sjuksköterska i Serbien, där hon senare, tillsammans med sin partner Vera Holme, arbetade för att starta ett barnhem i Bajina Bašta.